# La barca sull'erba
La barca sull'erba è un film del 1970 diretto da Gérard Brach, presentato in concorso al 24º Festival di Cannes.

## Trama
Per sfuggire a una madre possessiva, Oliver costruisce un battello con l'aiuto del suo amico David. Mentre i due amici sognano di raggiungere insieme l'isola di Pasqua, Davide incontra Eleonora che provoca la rottura dell'amicizia tra i due ragazzi. Davide muore e il battello finirà bruciato sul prato del giardino.